# واري
مدينة واري هي عاصمة ولاية دلتا في نيجيريا وتعد أكبر منتج للنفط في نيجيريا. تعداد السكان فيها يفوق المليون نسمة أغلبهم من المسيحيين. وهي تبعد 300 كم شرق لاغوس عاصمة نيجيريا الاقتصادية.
من أميز الفرق التي توجد بمدينة واري هي فريق وولفز (الذئاب)شارك في البطولة الأفريقية للأندية الابطال عدة مرات

## المناخ
يظهر الجدول التالي التغييرات المناخية على مدار السنة لواري:
| البيانات المناخية لـواري          | البيانات المناخية لـواري | البيانات المناخية لـواري | البيانات المناخية لـواري | البيانات المناخية لـواري | البيانات المناخية لـواري | البيانات المناخية لـواري | البيانات المناخية لـواري | البيانات المناخية لـواري | البيانات المناخية لـواري | البيانات المناخية لـواري | البيانات المناخية لـواري | البيانات المناخية لـواري | البيانات المناخية لـواري |
| الشهر                             | يناير                    | فبراير                   | مارس                     | أبريل                    | مايو                     | يونيو                    | يوليو                    | أغسطس                    | سبتمبر                   | أكتوبر                   | نوفمبر                   | ديسمبر                   | المعدل السنوي            |
| --------------------------------- | ------------------------ | ------------------------ | ------------------------ | ------------------------ | ------------------------ | ------------------------ | ------------------------ | ------------------------ | ------------------------ | ------------------------ | ------------------------ | ------------------------ | ------------------------ |
| متوسط درجة الحرارة الكبرى °م (°ف) | 31.5 (88.7)              | 32.2 (90.0)              | 32.4 (90.3)              | 32.2 (90.0)              | 31.5 (88.7)              | 30.0 (86.0)              | 28.4 (83.1)              | 28.4 (83.1)              | 28.8 (83.8)              | 30.0 (86.0)              | 31.4 (88.5)              | 31.5 (88.7)              | 30.7 (87.3)              |
| المتوسط اليومي °م (°ف)            | 26.8 (80.2)              | 27.5 (81.5)              | 27.9 (82.2)              | 28.0 (82.4)              | 27.3 (81.1)              | 26.3 (79.3)              | 25.2 (77.4)              | 25.3 (77.5)              | 25.5 (77.9)              | 26.3 (79.3)              | 27.1 (80.8)              | 26.8 (80.2)              | 26.7 (80.1)              |
| متوسط درجة الحرارة الصغرى °م (°ف) | 22.1 (71.8)              | 22.9 (73.2)              | 23.5 (74.3)              | 23.8 (74.8)              | 23.1 (73.6)              | 22.6 (72.7)              | 21.0 (69.8)              | 22.3 (72.1)              | 22.3 (72.1)              | 22.6 (72.7)              | 22.9 (73.2)              | 22.2 (72.0)              | 22.6 (72.7)              |
| الهطول مم (إنش)                   | 30 (1.2)                 | 58 (2.3)                 | 127 (5.0)                | 201 (7.9)                | 270 (10.6)               | 367 (14.4)               | 474 (18.7)               | 324 (12.8)               | 457 (18.0)               | 325 (12.8)               | 104 (4.1)                | 31 (1.2)                 | 2٬768 (109.0)            |
| المصدر: Climate-Data.Org          |                          |                          |                          |                          |                          |                          |                          |                          |                          |                          |                          |                          |                          |

## أعلام
- ميخائيل أوبيك
- ويلسون أوروما
- إيمانويل أوليساديبي
- كريستيان أوبودو
- نيدوم أونوها